# Liste der Kulturdenkmale in Pöhlau
Die Liste der Kulturdenkmale in Pöhlau enthält die in der amtlichen Denkmalliste des Landesamtes für Denkmalpflege Sachsen ausgewiesenen Kulturdenkmale im Zwickauer Ortsteil Pöhlau.

## Legende
- Bild: Bild des Kulturdenkmals, ggf. zusätzlich mit einem Link zu weiteren Fotos des Kulturdenkmals im Medienarchiv Wikimedia Commons. Wenn man auf das Kamerasymbol klickt, können Fotos zu Kulturdenkmalen aus dieser Liste hochgeladen werden:
- Bezeichnung: Denkmalgeschützte Objekte und ggf. Bauwerksname des Kulturdenkmals
- Lage: Straßenname und Hausnummer oder Flurstücknummer des Kulturdenkmals. Die Grundsortierung der Liste erfolgt nach dieser Adresse. Der Link (Karte) führt zu verschiedenen Kartendiensten mit der Position des Kulturdenkmals. Fehlt dieser Link, wurden die Koordinaten noch nicht eingetragen. Sind diese bekannt, können sie über ein Tool mit einer Kartenansicht einfach nachgetragen werden. In dieser Kartenansicht sind Kulturdenkmale ohne Koordinaten mit einem roten bzw. orangen Marker dargestellt und können durch Verschieben auf die richtige Position in der Karte mit Koordinaten versehen werden. Kulturdenkmale ohne Bild sind an einem blauen bzw. roten Marker erkennbar.
- Datierung: Baubeginn, Fertigstellung, Datum der Erstnennung oder grobe zeitliche Einordnung entsprechend des Eintrags in der sächsischen Denkmaldatenbank
- Beschreibung: Kurzcharakteristik des Kulturdenkmals entsprechend des Eintrags in der sächsischen Denkmaldatenbank, ggf. ergänzt durch die dort nur selten veröffentlichten Erfassungstexte oder zusätzliche Informationen
- ID: Vom Landesamt für Denkmalpflege Sachsen vergebene, das Kulturdenkmal eindeutig identifizierende Objekt-Nummer. Der Link führt zum PDF-Denkmaldokument des Landesamtes für Denkmalpflege Sachsen. Bei ehemaligen Kulturdenkmalen können die Objektnummern unbekannt sein und deshalb fehlen bzw. die Links von aus der Datenbank entfernten Objektnummern ins Leere führen. Ein ggf. vorhandenes Icon  führt zu den Angaben des Kulturdenkmals bei Wikidata.

## Pöhlau
| Bild                                    | Bezeichnung | Lage                                  | Datierung                              | Beschreibung | ID       |
| --------------------------------------- | --- | ------------------------------------- | -------------------------------------- | --- | -------- |
| Weitere Bilder                          | Sachgesamtheit Kohlenbahn des Zwickauer Brückenberg-Steinkohlenbauvereins mit Eisenbahndamm ab Stellwerk 4 (Abzweig Schwarzenberger Strecke) bis Martin-Hoop-Schacht IV (ohne Schienen- und Signaltechnik) sowie Brücken und Bereich des Pöhlauer Güterbahnhofs Gleisanlagen, Signaltechnik und Bahnsteigbeleuchtung (Eisenbahnbrücke an der Pöhlauer Straße, nahe Nr. 44 zugleich Einzeldenkmal – siehe auch Obj. 09301966, Pöhlauer Straße) | (Karte)                               | 1872–1873 Inbetriebnahme der Kohlebahn | ortsgeschichtlich von Bedeutung. Brücken: - B 173 – Zwei Straßenüberführungen, Kilometer 6,10 und 4,75, - Pöhlauer Talbrücke, bezeichnet G ⚒ M A.WIEDE ERBAUT SEIM u. RHEDE 1907 – 1908. 1908 Fa. Seim & Riedel, Dresden, Streckenkilometer 4,30, - Muldenbrücke ursprünglich 1872, Eisenfachwerk 1966 erneuert – Eisengitterbrücke auf drei Steinpfeilern, 96,5 m lang, Streckenkilometer 1,40, - B 93: Eisenbahnüberführung B 93, 24 m lang, 1966 Neubau, Streckenkilometer 1,28, - Breithauptstraße: Eisenbahnüberführung Breithauptstraße, Stahlträger, 22 m lang, Streckenkilometer 1,05, ursprünglich 1882, 1966 Neubau, - Äußere Schneeberger Straße: Eisenbahnüberführung Äußere Schneeberger Straße, 40 m lang, ursprünglich 1882, Stahlträger auf Betonpfeilern erneuert 1966, Bahnhof: - Pöhlauer Güterbahnhof, Streckenkilometer 3,59, seit 1875: Gleisanlage mit Signalanlage und Bahnsteigbeleuchtung (1970er Jahre), Stellwerk 1999 abgebrochen. Die Flurstücke befinden sich in den Ortsteilen Innenstadt und Pöhlau. Geschichte: - 1855 Gründung des Zwickauer Brückenberg-Steinkohlenbauvereins. Beginn der Teufung verschiedener Schächte, - 1862 Antrag in Dresden auf Anschluss an die Staatseisenbahn - 1864 Beginn der Projektierung - 1870 Vertragsabschluss zum Bau einer Zweigeisenbahn, die die Kohlenwerke des Vereins mit der Staatseisenbahn verbinden sollte, im gleichen Jahr Baubeginn - September 1872 ging die Strecke auf einer zunächst 4,716 km langen Gleisanlage in Betrieb, die den Einigkeitsschacht (später Brückenbergschacht I, Anschlussgleis 928 m) und ab 1873 den Ernst-Julius-Schacht (Brückenbergschacht II, Anschlussgleis 625 m) anschlossen. - 31. Januar 1873 der Staatsbahn wurde per Vertrag die Betriebsführung der Strecke übertragen, später unter dem Kürzel „ZB“ geführt - 1875 Einrichtung des Bahnhofes Pöhlau - 1880 Anschluss des Brückenbergschachtes IV - 1892 Anschluss Brückenbergschacht III - bis 1888 nochmalige Erweiterung der Gleisanlagen des Sammelbahnhofes - 11. September 1882 Anschlussgleise für die Tiefbauschächte I und II am Westufer der Mulde - 1898 war die Strecke 6,66 km lang - in den nachfolgenden Jahren Anschluss Schacht III der Gewerkschaft Morgenstern – diese Baumaßnahmen durch das Dresdner Bauunternehmen Seim & Riedel, - 1947 Neubaustrecke von 1,624 km, Schaffung eines neuen Werkbahnhofs – die Strecke wuchs auf 11,69 km - 1948 Anschluss an die Reinsdorfer Industriebahn - 1955 Erweiterung des Güterbahnhofs Pöhlau - um 1965 Abbruch der Muldebrücke, auch die anderen Straßenbrücken im Stadtgebiet wurden erneuert, in diesem Zusammenhang vermutlich Verlegung der gesamten Strecke um einige Meter nach Süden, auf dem alten Planum wurde eine Fernwärmeleitung verlegt, - Dezember 1977 verkehrt der letzte Zwickauer Zug mit Steinkohle, 28. September 1978 letzter Hunt Steinkohle wird gefördert, letzte Seilfahrt am 20. Juni 1980 | 09247693 |
| Weitere Bilder                          | Gedenkstein für 90 preußische Freiwillige und Rittmeister von Colomb (Napoleon-Krieg) | Äußere Dresdner Straße (Karte)        | 1863                                   | Bruchstein mit Inschrift und drei Kanonenkugeln, errichtet zum 50-jährigen Gedenktag der Schlacht bei Leipzig, von geschichtlicher Bedeutung. Inschrift: „Den tapferen / neunzig preußischen Frei- / willigen/ welche unter Anführung des / Rittmeister v. Colomb / am 29. Mai 1813 / auf dieser Höhe einen französischen /Artillerie Park von 20 Kano / nen nebst 400 Mann aufhoben,/setzten diesen Denkstein / mehrere Bürger Zwickaus/ – / Errichtet am 50jährigen Gedenktag der/ Völkerschlacht bei Leipzig.“ | 09231371 |
| Weitere Bilder                          | Verwaltungsgebäude des ehemaligen Morgensternschachtes, später auch Verwaltungsgebäude der Nachfolgebetriebe | Äußere Dresdner Straße 35a (Karte)    | bez. 1908 (Verwaltungsgebäude)         | eines der wenigen noch bauzeitlich erhaltenen Gebäude des Morgensternschachtes III. Von stadtgeschichtlicher und industriegeschichtlicher Bedeutung. Eines der letzten Gebäude des Morgensternschachtes III und des späteren Elektromotorenwerkes, die restlichen denkmalrelevanten, so Mannschaftsbad, Steigerbad, Schachtgebäude wurden zwischenzeitlich abgebrochen. Gebäudebeschreibung: breit lagernder Putzbau über zwei Etagen auf rechteckigem Grundriss, Mittelrisalit, 3 × 8 Achsen (Mittelrisalit drei Achsen), Sockel Ziegelmauerwerk im Kreuzverband, Lisenengliederung an den Ecken ebenfalls in Ziegelrohbau, Ziegelzierrat, verschiedene Friese am Kranzgesims, im Erdgeschoss regelmäßig angeordnete Korbbogenfenster mit Ziegelbogenverdachung und gesprossten Oberlichtern, im Obergeschoss straßenseitig vereinfachte Rechteckfenster, Frontgiebel mit drei Fenstern, Krüppelwalmdach, an der südwestlichen Giebelseite Putz-Stuck-Medaillon bezeichnet 1908, Ährenkranz mit Schlägel und Eisen, Hauseingang an der rückwärtigen Traufseite, dort im Treppenhaus Bleiglasfenster aus Bunt- und Ornamentglas mit Darstellung bergbaulicher Anlagen. Im Jahre 1900 wurde der Morgensternschacht III geteuft. Bis zum Jahre 1907 wurden verschiedene Gebäude zur bergmännischen Förderung von Steinkohle errichtet. 1910 begann die Förderung von Steinkohle. Nach 1945 wurde die Gewerkschaft Morgenstern verstaatlicht und in Martin-Hoop-Werk umbenannt. Durch die stetige Steigerung der Förderung machte sich im Jahre 1952 ein Erweiterungsbau, das sog. Steigerbad (Nummer 2b), notwendig. Im Jahre 1965 wurde der letzte Hunt im Schacht gefördert. 1970 wurde die Schachtröhre mit einer Betonplombe verschlossen. Nachnutzer der Gebäude waren die Elektromotorenwerke Thurm. Diese nahmen umfangreiche Umbauten zur Anpassung an die Produktionsanforderungen vor. 1992 wurden die Gebäude leergezogen. Abbruch der Gebäude Nummer 2a, b und c genehmigt 12/96, vollzogen 1997. | 09231373 |
| Weitere Bilder                          | Einzeldenkmale innerhalb der Sachgesamtheit Bergbauanlage Martin-Hoop-Schacht IV (ehemals Morgensternschacht IV): Grubenverwaltungsgebäude, Pförtnerhaus mit Fahrmarkenstube, Speisehaus mit Küchengebäude, Steigerstube und Steigerbad, Förderturm mit Wagenumlauf sowie Waschkaue mit Ausstattung | Äußere Dresdner Straße 50; 80 (Karte) | 1951 (Küchengebäude Erdgeschoss)       | in gutem Originalzustand überlieferte Anlagenteile der letzten geschlossen erhaltenen Bergbauanlage des Zwickauer Reviers von außerordentlich hoher stadtgeschichtlicher und technikgeschichtlicher Bedeutung (siehe auch Sachgesamtheit gleiche Anschrift – Obj. 09247690). Speisehaus mit Küchengebäude: 1951/52 Küchengebäude, 17 × 3 Achsen, 1952 Speisehaus ? × 3 Achsen, zwei rechtwinklig zueinander angeordnete zweigeschossige Hausteile, roter Klinker im Märkischen Verband, am Giebel des Speisehauses Reliefplastik aus Keramik mit Bergarbeiterdarstellung, schlanke Rechteckfensteröffnungen mit sprossengeteilten Fenstern, an der Giebelseite drei Stück als Französische Fenster ausgebildet mit bauzeitlichen Ziergittern (Schlägel und Eisen, Maske „Die Kunst“, Grubenlampe), im Erdgeschoss ursprünglich Speisesaal, im Obergeschoss Kultursaal, Bühne, Stuckdecke sowie Parkettfußboden erhalten. Grubenverwaltungsgebäude und Pförtnerhaus mit Fahrmarkenstube: nach 1952 Pförtnerhaus, eingeschossig, als Kopfbau ausgebildet, über korbbogenförmigem Grundriss, acht Fensterachsen mit Lisenengliederung, Ziegelrohbaumauerwerk im Kreuzverband, Flachdach, an der Westecke späterer Anbau, Grubenverwaltungsgebäude zweigeschossig, 6 × 25 Achsen, nach 1945 gebaut und nach 1950 in Bauabschnitten im gleichen Stil erweitert, roter Klinker im Märkischen Verband, sachliche Gestaltung mit Rechteckfensteröffnungen, Kreuzstockfenster, flach geneigtes Satteldach. Steigerstube und -bad: in Längsrichtung an das Grubenverwaltungsgebäude angebaut, unmittelbar an den Förderturm angrenzend, zweigeschossig, 17 Fensterachsen, roter Klinker im Märkischen Verband, flach geneigtes Satteldach. Förderturm mit Wagenumlauf: 1948 errichteter, 45,50 m hoher Turm, rote Klinker in Märkischem Verband, Kennzeichen der Schachtanlage – Landmarke, an der Südwestseite Inschrift mit roten Ziegeln „MARTIN HOOP SCHACHT-IV“, an der Nordwestseite Bergbausymbol „Schlägel und Eisen“ als Ziegelrelief, Stahlbetonkonstruktion mit Verblendklinkern, Bau steht auf zwei Stahlbetonstützen, im Turminneren drei Arbeitsbühnen aus Stahlbeton, flach geneigtes Zeltdach in Holzkonstruktion mit Pappeindeckung auf Holzschalung, gestalterisch wirksame Betonwasserspeier an den Dachecken, Metallfenster vorbildgerecht erneuert, Sanierung 2001. Waschkaue: im rechten Winkel an Grubenverwaltungsgebäude angebaut um 1950 Ursprungsbau von elf Achsen, 1953 erste Erweiterung um sechs Achsen, 1954 zweite Erweiterung um zehn Achsen, 1964 dritte Erweiterung um elf Achsen, zweigeschossiger Longitudinalbau, in Längsrichtung zweizügig mit niedrigem Zwischenbau, am Giebel jeweils sechs Achsen im Erdgeschoss und vier Achsen im Obergeschoss, flach geneigte Satteldächer, rote Klinker in Märkischem Verband, in Waschkaue Vorrichtungen für Bekleidung etc. erhalten. Die durch die Mülsenfelderkundung gefundene Lagerstättenerweiterung ermöglichte, den „Martin-Hoop-Schacht IV“ (1949 umbenannt) zur Zentralschachtanlage auszubauen. Der Anteil des Steinkohlenwerkes „Martin Hoop“ an der sächsischen Steinkohleförderung stieg damit 1949–65 von 15 % auf 35 % bei ca. 6000 Beschäftigten. Als letzter fördernder Schacht des Zwickauer Reviers (verfüllt 1980) ist der Martin-Hoop-Schacht IV das einzige, heute noch weithin sichtbare Kennzeichen von Zwickau als früherer, bedeutender Bergarbeiterstadt. Aus allen Himmelsrichtungen – von Osten auf der B 173 an der Funkenburg – von Süden auf der B 93 bei Weißbach – von Westen auf der B 173 bei Lichtentanne – von Norden auf der B 93 bei Mosel zeugt der Martin-Hoop-Schacht IV (früher Morgensternschacht IV) von der über Jahrhunderte reichenden Geschichte des Steinkohlebergbaus in und um Zwickau. | 09301967 |
| Weitere Bilder                          | Sachgesamtheit Bergbauanlage des Martin-Hoop-Schachtes IV (ehemals Morgensternschacht IV), mit den Einzeldenkmalen: Förderturm mit Wagenumlauf, Waschkaue mit Mannschaftsbad, Grubenverwaltungsgebäude, Steigerstube und Steigerbad, Speisehaus und Küchengebäude sowie den Sachgesamtheitsteilen: Transformatorenstation, Fördermaschinenhaus, Werkstattgebäude, Betriebsleitungsgebäude, Betriebsambulatorium sowie einem Teil der »IVer Schacht-Halde« (Einzeldenkmale siehe Obj. 09301967, gleiche Anschrift, Sachgesamtheitsteil Werkstattgebäude siehe unter Mülsen St. Jacob, Vettermannstraße, Flurstück 719/11 – Obj. 09302711) | Äußere Dresdner Straße 50; 80 (Karte) | nach 1950 (Betriebsleitungsgebäude)    | letzte geschlossen erhaltene Bergbauanlage des Zwickauer Reviers von außerordentlich hoher stadtgeschichtlicher und technikgeschichtlicher Bedeutung. Einzeldenkmale: Speisehaus mit Küchengebäude: 1951/52 Küchengebäude, 17 × 5 Achsen, 1952 Speisehaus ? × 3 Achsen, zwei rechtwinklig zueinander angeordnete zweigeschossige Hausteile, roter Klinker im Märkischen Verband, am Giebel des Speisehauses Reliefplastik aus Keramik mit Bergarbeiterdarstellung, schlanke Rechteckfensteröffnungen mit sprossengeteilten Fenstern, an der Giebelseite drei Stück als Französische Fenster ausgebildet mit bauzeitlichen Ziergittern (Hammer und Schlägel, Maske Die Kunst, Grubenlampe), im Erdgeschoss ursprünglich Speisesaal, im Obergeschoss Kultursaal, Bühne, Stuckdecke sowie Parkettfußboden erhalten. Grubenverwaltungsgebäude und Pförtnerhaus mit Fahrmarkenstube: nach 1952 Pförtnerhaus, eingeschossig, als Kopfbau ausgebildet, über korbbogenförmigem Grundriss, acht Fensterachsen mit Lisenengliederung, Ziegelrohbaumauerwerk im Kreuzverband, Flachdach, an der Westecke späterer Anbau, Grubenverwaltungsgebäude zweigeschossig, 6 × 25 Achsen, nach 1945 gebaut und nach 1950 in Bauabschnitten im gleichen Stil erweitert, roter Klinker im Märkischen Verband, sachliche Gestaltung mit Rechteckfensteröffnungen, Kreuzstockfenster, flach geneigtes Satteldach, Pförtnerhaus und Fahrmarkenstube 2008 abgebrochen. Steigerstube und -bad: in Längsrichtung an das Grubenverwaltungsgebäude angebaut, unmittelbar an den Förderturm angrenzend, zweigeschossig, 17 Fensterachsen, roter Klinker im Märkischen Verband, flach geneigtes Satteldach. Förderturm mit Wagenumlauf: 1948 errichteter, 45,50 m hoher Turm, roter Klinker im Märkischen Verband, Kennzeichen der Schachtanlage – Landmarke, an der Südwestseite Inschrift mit roten Ziegeln „MARTIN HOOP/SCHACHT. IV“, an der Nordwestseite Bergbausymbol „Hammer und Schlägel“ als Ziegelrelief, Stahlbetonkonstruktion mit Verblendklinkern, Bau steht auf zwei Stahlbetonstützen, im Turminneren drei Arbeitsbühnen aus Stahlbeton, flach geneigtes Zeltdach in Holzkonstruktion mit Pappeindeckung auf Holzschalung, gestalterisch wirksame Betonwasserspeier an den Dachecken, Metallfenster vorbildgerecht erneuert, Sanierung 2001. Waschkaue: im rechten Winkel an Grubenverwaltungsgebäude angebaut um 1950 Ursprungsbau von elf Achsen, erste Erweiterung um sechs Achsen, zweite Erweiterung um zehn Achsen, 1964 dritte Erweiterung um elf Achsen, zweigeschossiger Longitudinalbau, in Längsrichtung zweizügig mit niedrigem Zwischenbau, am Giebel jeweils sechs Achsen im Erdgeschoss und vier Achsen im Obergeschoss, flach geneigte Satteldächer, roter Klinker im Märkischen Verband, in Waschkaue Vorrichtungen für Bekleidung etc. erhalten, Teilabbruch 2006. zwischenzeitlich abgebrochen: Pförtnerhaus und Fahrmarkenstube (2006) Sachgesamtheitsteile: Trafostation: 1949 errichteter kleiner Zweckbau, roter Klinker, ohne technische Ausstattung. Fördermaschinenhaus: 1947, kleiner eingeschossiger Rechteckbau von 22,50 m × 16,00 m, 6 × 1 Fensterachse, ursprünglich Dachreiter am Südwestgiebel, roter Klinker in Märkischem Verband, schlanke original erhaltene Rechteckfenster, flachgeneigtes Satteldach, keine technische Ausstattung. Werkstattgebäude: (siehe Mülsen St. Jacob, Vettermannstraße gegenüber HSNR 5a, Obj. 09302711) nach 1950, ursprünglich Schlosserei, Elektrowerkstatt u. a. Übertagewerkstatt des Bereichs Hauptmechanik, großer Zweckbau mit Oberlicht, Fassade roter Klinker. Betriebsleitungsgebäude: nach 1950, zweigeschossiger Putzbau, zwei im rechten Winkel angeordnete Gebäudeflügel mit Sattel- bzw. Walmdach, zeittypische Türeinfassung. Betriebsambulatorium: nach 1950, zweigeschossiger Putzbau mit Satteldach, Haustür erhalten, Fenstergestaltung original, im Obergeschoss Wohnungen – auch heute noch. Halde: IVer Schacht-Halde, teilweise auf Reinsdorfer und Mülsener Flur. Der Martin-Hoop-Schacht IV ist der größte und am längsten in Betrieb gewesene Schacht Zwickaus und daher von außerordentlicher stadtgeschichtlicher Bedeutung, einzige komplett erhaltene Bergbauanlage des Zwickauer Reviers. Der ehemalige Morgensternschacht IV fungierte zunächst (1920–1925) lediglich als Abwetterschacht und hatte eine Teufe von 955 m. Er stand ca. 100 m südlich der alten Vettermannstraße und hatte 1945 lediglich Tagesanlagen. Wegen der Verlagerung des Kohleabbaus nach Osten in Richtung Morgensternschacht IV und den Erwartungen an die 1947 begonnene Mülsenfelderkundung beschloss die Zentralverwaltung der Brennstoffindustrie in Verwirklichung des Befehls 81 der SMAD am 12. Dezember 1946 den Ausbau des Morgensternschachtes IV zum Förderschacht. Dazu wurden bis zum Betriebsbeginn am 1. Juli 1948 (erste Förderung über die alte Bobinanlage) bzw. am 1. Februar 1949 errichtet: – der Förderturm in seiner heutigen Gestalt, – das östliche Fördermaschinengebäude mit dampfbetriebener Koepeförderanlage, – die Trockenseparation – der Gleisanschluss – Betriebsgebäude und Waschkaue – Werkstätten. Die durch die Mülsenfelderkundung gefundene Lagerstättenerweiterung ermöglichte den Martin-Hoop-Schacht IV (1949 umbenannt) zur Zentralschachtanlage auszubauen. Der Anteil des Steinkohlenwerkes Martin Hoop an der sächsischen Steinkohleförderung stieg damit 1949–65 von 15 auf 35 % bei ca. 6000 Beschäftigten. Als letzter fördernder Schacht des Zwickauer Reviers (verfüllt 1980) ist der Martin-Hoop-Schacht IV das einzige, heute noch weithin sichtbare Kennzeichen von Zwickau als früherer, bedeutender Bergarbeiterstadt. Aus allen Himmelsrichtungen – von Osten auf der B 173 an der Funkenburg – von Süden auf der B 93 bei Weißbach – von Westen auf der B 173 bei Lichtentanne – von Norden auf der B 93 bei Mosel zeugt der Martin-Hoop-Schacht IV (früher Morgensternschacht IV) von der über Jahrhunderte reichenden Geschichte des Steinkohlebergbaus in und um Zwickau. | 09247690 |
| Direkt Bild zu diesem Denkmal hochladen | Ehemaliges Chausseehaus | Freitagstraße 1 (Karte)               | 1825 Dendro                            | eingeschossiger Putzbau von stadtgeschichtlicher Bedeutung. eingeschossiger Bruchsteinbau mit hohem Krüppelwalmmansarddach, im Hof anschließend zwei kleine Schuppengebäude Fachwerk mit Ziegelausfachung, beide Satteldach mit Biberschwanzdoppeldeckung bzw. Biberschwanzeinfachdeckung, Chausseehaus mit Resten der ursprünglichen Gewände, alte Haustür hofseitig mit Korbbogenlaibung und originaler Tür, profiliertes Kranzgesims, straßenseitig Chausseehaus vereinfacht, einfacher schlichter Putzbau, teilweise mit Kachelsockel, einfache kleine Gauben mit Satteldach, im Hof Flusskieselpflaster. | 09231446 |
| Direkt Bild zu diesem Denkmal hochladen | Wohnstallhaus, Seitengebäude und Scheune eines Dreiseithofes | Pöhlauer Ring 24 (Karte)              | um 1800                                | traditionelles Hofensemble in gutem Originalzustand von stadt- und sozialgeschichtlicher sowie baugeschichtlicher Bedeutung. Wohnstallhaus: zweigeschossig, rechteckiger Grundriss, Erdgeschoss massiv, evtl. unterfahren, Fachwerk-Obergeschoss strebenreich, alle Holzverbindungen gezapft, zweiriegelig, Satteldach schiefergedeckt, Bauzeit um 1800. Seitengebäude: Erdgeschoss massiv, evtl. unterfahren, Fachwerk-Obergeschoss mit Eckstreben, verschiedene Holztüren auch im Obergeschoss, im Erdgeschoss Lattentüren vor Remisen und Holzschiebetor, Satteldachabschluss, Bauzeit um 1900. Scheune: eingeschossig, große Holztore, massiver Kellerhals mit kleiner teilweise noch originaler Holztür, Satteldach, Holzverbindungen gezapft, Streben, Bauzeit um 1800. | 09230795 |
| Direkt Bild zu diesem Denkmal hochladen | Kriegerdenkmal für die Gefallenen des Ersten Weltkrieges | Pöhlauer Straße (Karte)               | 1929 (Kriegerdenkmal)                  | ortsgeschichtliche Bedeutung. Granitsockel mit Inschrift: „Den 1914–1918/gefallenen Helden/errichtet von/dankbaren Einwohnern/der Gemeinde Pöhlau“ seitlich Namensliste der Gefallenen, auf dem Sockel überlebensgroße Plastik – sitzender trauernder Soldat, Muschelkalk. | 09231561 |
| Weitere Bilder                          | Einzeldenkmal innerhalb der Sachgesamtheit Brückenbergschachtbahn (Kohlenbahn des Zwickauer Brückenberg-Steinkohlenbauvereins): Eisenbahnbrücke über die Pöhlauer Straße (nahe Pöhlauer Straße 44) | Pöhlauer Straße (Karte)               | 1907–1908                              | einzige vor 1945 erbaute Eisenbahnbrücke der Kohlebahn von technikgeschichtlicher Bedeutung (siehe auch Sachgesamtheitsdokument Pöhlauer Straße – Objekt 09247693). Pöhlauer Talbrücke, bezeichnet G ⚒ M A.WIEDE ERBAUT SEIM u. RHEDE 1907 – 1908 1908 Fa. Seim & Riedel, Dresden, Streckenkilometer 4,30. | 09301966 |
| Direkt Bild zu diesem Denkmal hochladen | Wohnstallhaus, Seitengebäude mit verkleideter Oberlaube, Scheune und Stall eines Vierseithofes | Pöhlauer Straße 32 (Karte)            | bez. 1870                              | geschlossen erhaltenes Bauensemble von baugeschichtlicher, hausgeschichtlicher und stadtgeschichtlicher sowie sozialgeschichtlicher Bedeutung. Wohnstallhaus: bezeichnet 1870, rechteckiger Grundriss, zweigeschossiger Massivbau mit Klinkerzierrat an der Traufe, Bogenfries, Satteldach, Stallbereich noch original erhalten, in reliefartigem Bogen eingelassene Schrifttafel mit Inschrift: „Das Haus ist mein und doch nicht mein, / Der vor mir war dacht auch es wär sein / Der ist naus und ich bin rein. / Nach meinem Tod wirds auch so sein. / Erbaut 1870 Friedrich Eduard Kretzschmar.“ 1. Seitengebäude: Erdgeschoss massiv, verändert, Fachwerk-Obergeschoss, regelmäßige Eckstreben und Ständer-Fachwerk-Konstruktion, Rähm, Schwelle und Füllholz bilden einen breiten „Schwellenkranz“, Satteldach Biberschwanzdoppeldeckung, Granitwassertrog vor diesem Haus, um 1800. Scheune: eingeschossig, Fachwerk mit Drempel, Satteldach, um 1800. straßenseitiges Seitengebäude: Erdgeschoss massiv unterfahren, Fachwerk-Obergeschoss, ein Giebel massiv, zwölfjochiger Laubengang, ausgesetzt, heute die Laube mit Brettern verkleidet, Bauzeit um 1717. | 09231555 |
| Direkt Bild zu diesem Denkmal hochladen | Wohnhaus in offener Bebauung | Pöhlauer Straße 59 (Karte)            | um 1905                                | aufwändig gestaltetes Gebäude mit Zierfachwerk von baugeschichtlichem Wert. Wohnhaus im Schweizer Stil, eingeschossig mit Drempelgeschoss, rechteckiger Grundriss mit Vorsprüngen, Erker im Erdgeschoss an der Giebelseite, Seitenrisalit, Erdgeschoss massiv, verputzt, Sockel große Bossenquaderung, Jugendstilfenstergewände im Erdgeschoss und im Sockelgeschoss mit ornamentalen Dekorationen – vermutlich Beton, Drempelgeschoss mit aufwändig gestaltetem Zierfachwerk mit vorkragendenen verzierten Deckenbalkenköpfen, Andreaskreuzen und geschweiften Streben, an der Giebelseite über dem Erker des Erdgeschosses Balkon mit Holzbrüstung und aufwändiger Stützkonstruktion überdacht mit Helm, Satteldach, Dach weit vorkragend, Bauzeit um 1905 | 09231556 |
| Direkt Bild zu diesem Denkmal hochladen | Wohnstallhaus, Seitengebäude, Seitengebäude mit sechsbogiger Oberlaube und Durchfahrt sowie Scheune eines Vierseithofes | Pöhlauer Straße 67 (Karte)            | 1750–1800                              | geschlossen erhaltenes Hofensemble von großer hausgeschichtlicher, sozialgeschichtlicher, bau- und ortsgeschichtlicher Bedeutung Scheune: rechteckiger Grundriss, Erdgeschoss mit Drempelgeschoss, Fachwerk-Konstruktion im Erdgeschoss mit umgekehrten V-Streben, zwei Gefache im unteren Bereich ausgeblockt, darüber kleine Klapptür für die Deichsel der in der Tenne unterzubringenden Wagen, alle Holzverbindungen gezapft, eine Tenne und zwei Bansen, originale Vorrichtung der Tore mit Pforte und Drehkolben, flach geneigtes Satteldach, Bauzeit 1750–1800. 1. Seitengebäude (Pferdestall und Heuboden): Erdgeschoss massiv, Fachwerk-Obergeschoss, strebenreich und engstielig, Schwelle mit Füllhölzern, im Erdgeschoss Toreinbauten, im Obergeschoss alte Fenster mit kleinen Drehflügeln, Satteldach, Heuaufzug, im Gebäude befand sich ursprünglich der Pferdestall und im Obergeschoss der Heuboden, Bauzeit 1750–1800, 2. Seitengebäude (der Scheune gegenüberliegend): im Erdgeschoss massiv unterfahren, Blattsassen im Rähm des Erdgeschoss noch erkennbar, Tordurchfahrt, im Erdgeschoss befand sich vermutlich eine Remise, feldseitig Erdgeschoss Fachwerk teilweise erhalten, Obergeschoss Fachwerk, dort sechsbogige Oberlaube mit aufgeblatteten Kopfstreben, die Laube kragte ursprünglich vor, Fachwerk-Streben gezapft, Schwelle, Füllhölzer und Rähm des Erdgeschoss bilden einen breiten Schwellenkranz, Satteldach, Bauzeit 1750–1800. Wohnstallhaus: Erdgeschoss massiv unterfahren, teilweise mit zu großen Fenstern am Eingangsvorbau, Fachwerk-Obergeschoss verbrettert, auch dort teilweise die Fensteröffnungen vergrößert, Satteldach, Bauzeit 1750–1800. | 09231557 |
| Direkt Bild zu diesem Denkmal hochladen | Wohnhaus in offener Bebauung mit Nebengebäude und Einfriedung | Pöhlauer Straße 69 (Karte)            | um 1905                                | qualitätvolles Gebäude mit Zierfachwerk in sehr gutem Originalzustand von baugeschichtlichem Wert. Wohnhaus: eingeschossig mit Drempel und hohem Sockelgeschoss, der Sockel des Gebäudes mit Rochlitzer Porphyrtuffplatten verkleidet in Polygonmauerwerk, rechteckiger Grundriss mit polygonalem Vorbau über zwei Etagen, Drempelgeschoss mit Zierfachwerk u. a. mit Streben und Andreaskreuzen, vorkragenden verzierten Pfettenköpfen, flach geneigtes Satteldach, zwei Dacherker ebenfalls mit Satteldach und Zierfachwerk, der polygonale Erker dem Erdgeschoss vorgelagert, im Dachgeschoss als Balkon mit Balusterbrüstung, Eingangsvorbau Fachwerk mit Brettausfachung – der Hoftraufseite vorgelagert, dort Fensteröffnungen mit geätzten Gläsern, ebenfalls Satteldach. Nebengebäude: schlichter Bau in gleicher Bauweise mit verzierten Mauerankern, Ziegel und Putz, Dachbereich verbrettert, Satteldach. Einfriedung: Eisengitterzaun. | 09231558 |
| Direkt Bild zu diesem Denkmal hochladen | Wohnstallhaus, zwei Seitengebäude und Hofpflasterung eines ehemaligen Vierseithofes | Pöhlauer Straße 71 (Karte)            | um 1750                                | gut erhaltene Wohn- und Wirtschaftsgebäude eines Bauernhofes von baugeschichtlicher, sozialgeschichtlicher und ortsgeschichtlicher Bedeutung. Wohnstallhaus: Erdgeschoss massiv unterfahren, Fachwerk-Obergeschoss mit profilierter Schwelle und Füllhölzern, engstielig und strebenreich, die Holzverbindungen im Obergeschoss sind alle durch Zapfen hergestellt, im Rähm des Erdgeschoss befinden sich im Stubenbereich Blattsassen, die auf die ursprüngliche Umgebindekonstruktion des Hauses hindeuten, geschweiftes Satteldach (Satteldach mit Aufschieblingen), Bauzeit um 1750. rückwärtiger Anbau: in Fachwerkbauweise, Zwei Seitengebäude: beide Seitengebäude im Erdgeschoss massiv mit Toreinfahrt, Obergeschoss Fachwerk, an den Ecken mit Streben, Holzverbindungen gezapft, Satteldächer, das eine Seitengebäude mit Treppenvorbau als Zugang zur Kutscherstube, Giebel verbrettert und Heuaufzug, beide Bauzeit um 1890, Seitengebäude mit Heuboden, im Obergeschoss Heuboden und Kutscherstube, Hofpflasterung: Wirrpflaster- und Flusskieselpflasterung unterschiedlichster Zeiten. | 09231559 |
| Direkt Bild zu diesem Denkmal hochladen | Wohnstallhaus, Seitengebäude, Scheune und Stallgebäude eines Vierseithofes | Pöhlauer Straße 95 (Karte)            | 1657 lt. urkundlicher Auskunft         | städtebaulich markanter Bauernhof von stadtentwicklungsgeschichtlicher, sozialgeschichtlicher und baugeschichtlicher Bedeutung. Wohnstallhaus: Erdgeschoss massiv Bruchstein und verändert mit zu großen Fenstern, Fachwerk-Obergeschoss mit Wildem Mann bzw. K-Streben, nach der Fachwerkkonstruktion zu urteilen um 1700 erbaut, Satteldach mit Hecht, Schieferdeckung, Fachwerk-Obergeschoss aufgedoppelt aber original und unverändert erhalten, eines der ältesten Häuser im Ort Pöhlau. Seitengebäude: Erdgeschoss massiv, Fachwerk-Obergeschoss mit Streben und zwei Riegeln, Satteldach, um 1800. Scheune sowie angebautes Seitengebäude: Erdgeschoss massiv, Ziegelmauerwerk teilweise verputzt bzw. ziegelsichtig, Fachwerk-Obergeschoss zweiriegelig, gezapfte Streben, Satteldach, Seitengebäude 1926, Scheune 1933 erbaut. | 09231560 |